# Contraejemplo
En lógica, especialmente en sus aplicaciones en matemáticas y filosofía, un contraejemplo es una excepción a una regla general propuesta, es decir, un caso específico de la falsedad de una cuantificación universal (un "para todo").
Por ejemplo, consideremos la proposición "todos los escritores son inteligentes". Como esta proposición dice que una cierta propiedad (inteligencia) es válida para todos los escritores, incluso un solo escritor tonto probará su falsedad. En este caso, un escritor tonto es un contraejemplo a "todos los escritores son inteligentes".
El número 2 es el único contraejemplo de la proposición "todos los números primos son impares". Algunas proposiciones pueden ser negadas con un número mayor, incluso infinito de contraejemplos ("todos los números impares son primos" tiene infinitos contraejemplos: todos los múltiplos impares de 3, 5, 7, etc).